# Borrèze
Borrèze település Franciaországban, Dordogne megyében. Lakosainak száma 352 fő (2022. január 1.). Borrèze Nadaillac, Jayac, Paulin, Gignac, Souillac és Salignac-Eyvigues községekkel határos.

## Népesség
A település népességének változása:
| Lakosok száma | 398  | 331  | 305  | 352  | 355  | 347  | 342  | 341  | 345  | 352  |
|               | 1968 | 1982 | 1990 | 2006 | 2013 | 2015 | 2017 | 2019 | 2020 | 2022 |